# Aarberg
Aarberg är en ort och kommun i distriktet Seeland i kantonen Bern, Schweiz. Kommunen har 4 648 invånare (2023).
Aarberg ligger 17 km nordväst om Bern.